# Storm Mount
Storm Mount är ett berg i territoriet Falklandsöarna (Storbritannien). Det ligger i den västra delen av landet, 190 km väster om huvudstaden Stanley. Toppen på Storm Mount är 521 meter över havet. Storm Mount ingår i Byron Heights.
Terrängen runt Storm Mount är lite kuperad. Havet är nära Storm Mount åt sydväst. Storm Mount är den högsta punkten i trakten. Trakten runt Storm Mount är nära nog obefolkad, med mindre än två invånare per kvadratkilometer. Det finns inga samhällen i närheten. Trakten runt Storm Mount består i huvudsak av gräsmarker.